# Heteroclitopus foveolatus
Heteroclitopus foveolatus är en skalbaggsart som beskrevs av Branco och Josso 2007. Heteroclitopus foveolatus ingår i släktet Heteroclitopus och familjen bladhorningar. Inga underarter finns listade i Catalogue of Life.